# Gave d'Aspa
La gave d'Aspa (Aspa en occità, Aspe en francès) és un riu pirinenc situat al departament francès dels Pirineus Atlàntics, a la regió de Nova Aquitània. Circula a través de la vall d'Aspa, una de les tres valls pirinenques del Bearn.
El terme «gave» designa un curs d'aigua a la zona dels Pirineus occidentals. Es tracta d'un mot d'origen precelta molt utilitzat en aquesta zona, fins al punt que molts cursos fluvials han perdut d'un segle ençà el seu nom originari per esdevenir la gave de...

## Geografia
La gave d'Aspa té una longitud de 58,1 km. Neix al circ Aspa, als peus del Mont Aspa (2643 m), al costat espanyol de la frontera, a l'oest del coll de Somport. S'uneix a la gave d'Aussau a Auloron e Senta Maria per formar, a partir de llavors, la gave d'Auloron.
El grup format per les gaves d'Aspa i d'Ardiòs figura a la xarxa Natura 2000.

## Història
El 27 de març de 1970 el pont de l'Estanguet, que creuava la gave d'Aspa al sud de Bedòs, va quedar destruït per un accident ferroviari, el que va comportar el tancament de la secció Bedòs-Canfranc de la línia de Pau a Canfranc.

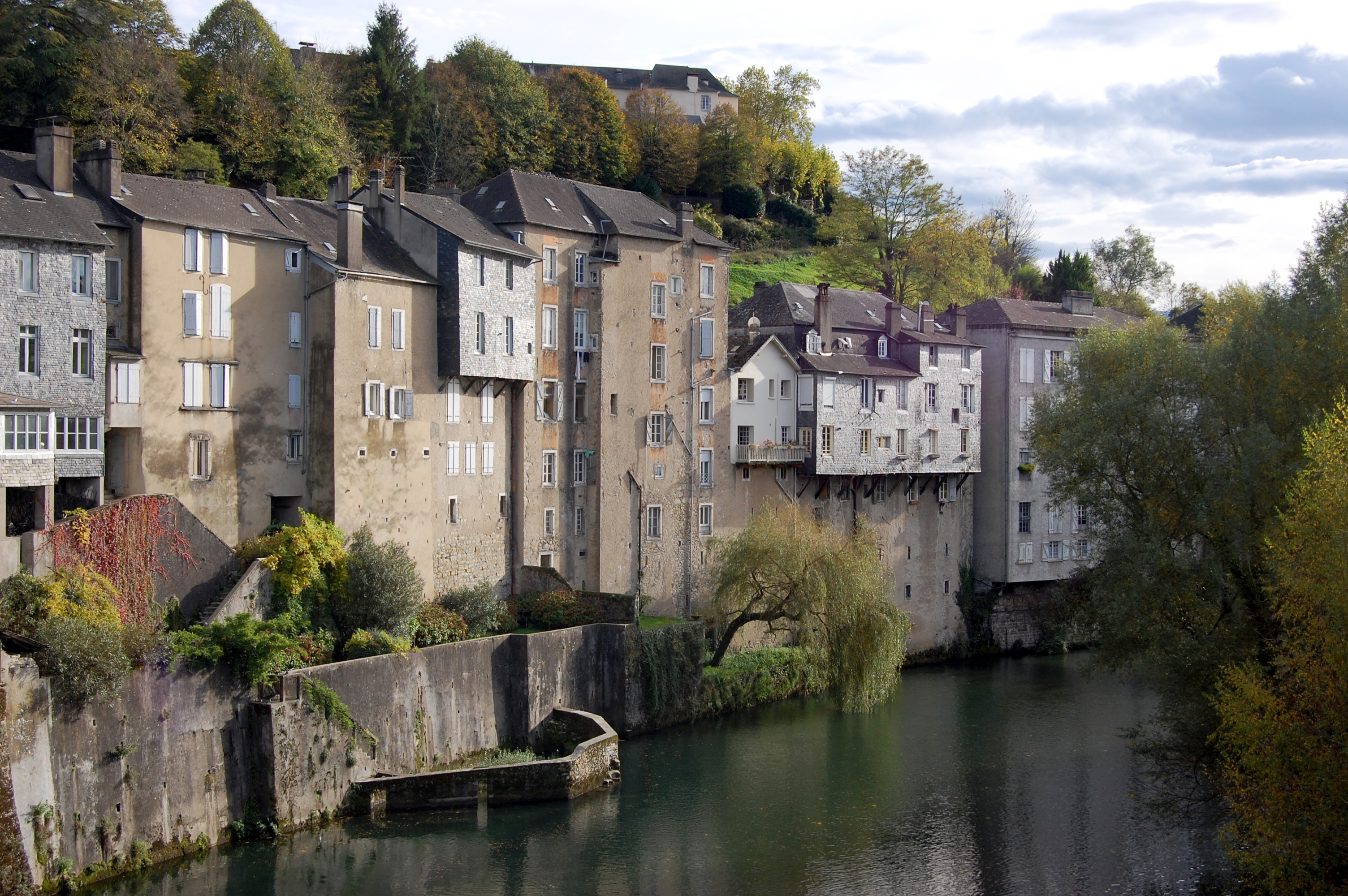
La gave d'Aspa al seu pas per Auloron.

## Principals afluents
(G) Afluent riba esquerra; (D) Afluent riba dreta; (CP) Curs principal, designa una part del curs d'aigua tinguda en compte en el càlcul de la seva llargada.
- (G) el rierol d'Espelunguèra, 3,4 km.
- (D) el rierol d'Arnossa, 5,2 km.
- (D) el Larri, 4,6 km.
- (G) la gava del Baralet, 7 km.
- (D) el Sescoet, 8,8 km, a Eth Saut.
- (G) la gave de Belonsa, 8,5 km.
- (D) el Sadum, a Eth Saut 5,9 km.
- (D) l'Escuarpa, 5,4 km, a Escot.
- (G) la gave de Lescun, 12,6 km.
- (D) la Berthe, 8,8 km, d'Accous.
- (G) el Malugar, 7 km, de Atàs.
- (G) l'Arric d'Ossa, 5,6 km.
- (D) el Gabarret o gave d'Aidius, 12,6 km.
- (G) l'Após, 3,9 km, a Sarrança.
- (D) el Barrescon, 9,7 km, a Escot.
- (G) la gave d'Ardiòs, 20,8 km.
- (D) l'Ortau, 12,8 km, a Eisús.
- (D) l'Arrigolin o Branas, 4,6 km, a Eisús.

## Comunes que travessa
- Acós
- Asasp e Arròs
- Bedós
- Bidòs
- Borça
- Cèta e Eigún
- Escot
- Eth Saut
- Eisús
- Gurmençon
- Les e Atàs
- Lascun
- Lurbe e Sent Cristau
- Auloron e Senta Maria
- Òussa
- Sarrança
- Urdòs